# Bakonyoszlop
Bakonyoszlop (hongrois : Bakonyoszlop [ˈbɒkoɲoslop] ; allemand : Oßlipp) est une localité hongroise située dans le comitat de Veszprém.

## Site et localisation

### Topographie et hydrographie
Le village de Bakonyoszlop est situé dans le Nord-Bakony, au creux de la vallée du ruisseau Dudar, à environ 10 kilomètres au nord de Zirc. Entourée de collines, la localité bénéficie d'un cadre naturel boisé et montagneux.

### Géologie et géomorphologie
Parmi les sites naturels appréciés pour la randonnée figurent les gorges de l'Ördög-árok (« ravin du Diable ») et la grotte Gizella.
À proximité du village se trouvait la dernière mine souterraine en activité de Hongrie, définitivement fermée en juillet 2022.

## Histoire
Le village de Bakonyoszlop est mentionné pour la première fois en 1392 sous le nom d'Ozhlop, en tant que possession du château de Csesznek. Le toponyme dériverait du mot hongrois oszlop (« colonne »), mais pourrait aussi avoir une origine anthroponymique, un homme du nom d'Oszlop étant mentionné au XIIIe siècle. Jusqu'en 1913, le village portait le nom d'Oszlop.
Au XVe siècle, il appartenait à István Szapolyai. Dépeuplé pendant l'occupation ottomane, il resta inoccupé durant près de deux siècles. En 1655, les Esterházy acquirent Csesznek et, avec lui, les terres désertées d'Oszlop. Ce n'est qu'en 1719 qu'une colonisation durable fut entreprise, avec l'arrivée de familles catholiques germanophones, originaires de Silésie et d'Autriche. Celles-ci défrichèrent les bois, installèrent des vergers et, plus tard, des vignes. L'économie locale se développa autour du charbon de bois et de la fabrication d'outils en bois, vendus sur les marchés régionaux.
Les colons, libres de tout lien féodal sauf la corvée, relevaient de la justice seigneuriale des Esterházy. Une paroisse catholique fut créée en 1746, date à laquelle débuta également la construction de l'église. Une école existait dès 1771. En 1935, le domaine des Esterházy couvrait encore plus de 900 hectares.
La population passa de 627 habitants en 1785 à un pic de 1 056 en 1941. Ce développement fut dû en partie aux efforts de colonisation des Esterházy, mais de nombreuses familles émigrèrent vers l'Amérique entre les deux guerres mondiales. Après 1945, les expulsions de la population allemande et l'exode rural entraînèrent une baisse démographique.
Dans les années 1960, la plupart des habitants travaillaient dans le kolkhoze local (Jó Barátság), tandis que les jeunes se dirigeaient vers les mines de charbon de Dudar ou les usines de Veszprém et Győr. En 1960, 116 personnes étaient employées dans l'industrie minière, contre 28 en 1910. Le village a été électrifié en 1951, et une route de liaison avec Dudar a été construite. L'ancien château Esterházy accueille depuis 1946 un foyer pour enfants placés. Un centre de formation professionnelle s'est également installé sur les hauteurs du village.
Le village dispose d'un centre culturel, d'une bibliothèque, d'un commerce mixte et d'un restaurant. Un vaste parc culturel de 8 hectares, créé en 1964 avec une forte contribution bénévole des habitants, a été rénové dans les années 1980. On y trouve un terrain de sport, des installations d'athlétisme, une aire de jeux, des terrains de tennis et de bowling, ainsi qu'un café, le tout bordé d'arbres d'ornement. Le parc accueille les festivités locales, au bord du ruisseau de Dudar. Le centre culturel a été transformé pour abriter la mairie, un cabinet médical et la bibliothèque.

## Population

### Minorités culturelles et religieuses
Selon le recensement de 2011, 85,8 % des habitants de Bakonyoszlop se déclaraient hongrois, 12,6 % allemands, 0,2 % roms et 0,2 % roumains. Le taux de non-réponse s'élevait à 13,7 %. En raison des identités multiples, le total peut dépasser 100 %. Côté religieux, 65,4 % se déclaraient catholiques romains, 5,9 % réformés, 1,4 % évangéliques, 0,2 % israélites, et 8,2 % sans confession ; 18,3 % ne se sont pas prononcés.
En 2022, 82,7 % de la population se disait hongroise, 7 % allemande, et 1,3 % appartenait à d'autres nationalités non autochtones ; 17,3 % n'ont pas répondu à la question. Sur le plan religieux, 37,8 % des habitants se déclaraient catholiques romains, 3,8 % réformés, 1,1 % évangéliques, 0,7 % gréco-catholiques, 1,1 % autres chrétiens, 0,9 % autres catholiques et 8,5 % sans confession ; 46,1 % des personnes interrogées n'ont pas répondu.

## Équipements

### Réseaux extra-urbains
Le village est traversé par la route secondaire 8219, qui débute à la sortie est de Dudar (au-delà du 9e kilomètre de la route 8216 reliant Zirc à Mór) et se termine à Bakonyszentkirály, en rejoignant la route principale 82 peu avant son 35e kilomètre.
Bakonyoszlop n'est desservie par aucune ligne ferroviaire.

## Patrimoine local
Le principal monument de Bakonyoszlop est l'ancien château Esterházy, un édifice baroque datant du milieu du XVIIIe siècle. Il abrite aujourd'hui plusieurs institutions du centre de protection de l'enfance du comitat de Veszprém, dont une école primaire, un établissement d'enseignement professionnel et un foyer éducatif relevant du service de protection de l'enfance.
Le temple catholique romain, fondé en 1746, est également un élément central du patrimoine local.

## Personnalités liées à la localité
Le 24 mars 1864, Sándor Simonyi-Semadam, futur Premier ministre de Hongrie, y fut enregistré à l'état civil. Bien qu'il soit né à Csesznek, la commune voisine ne possédait pas encore d'état civil autonome à cette époque.
Antal Békefi, éminent ethnomusicologue hongrois, est né à Bakonyoszlop le 19 mai 1926.